# 王國紀元
《王國紀元》（英語：Lords Mobile）是IGG打造的首款結合角色扮演、即時策略與世界建造的3A手游大作，該作於2016年正式在全球上線。
遊戲講述了在奇幻世界裡，各國領主們為了搶奪國王的寶座，而進行建造城堡、招兵各種英雄，來提升自身的軍事實力，去實現制霸全球，成為最強的國王夢想。
王國紀元有1~25級的城堡，角色有1~60級。玩家藉由三大系列（力量、敏捷、智力）英雄等級技能的養成帶領著不同兵種（步兵、弓兵、騎兵、攻城器），搭配任意點選進攻位置與順序的出戰方式，讓玩家們發揮戰略技巧。

## 外部連結
- 王國紀元的Facebook專頁
- 王國紀元 Play Store （页面存档备份，存于）
- 王國紀元 iTunes （页面存档备份，存于）